# Haus Mozenborn
Haus Mozenborn liegt am östlichen Rand des Dürener Stadtteils Birgel im Kreis Düren in Nordrhein-Westfalen.
An Haus Mozenborn stand die Wasserburg Mozenborn aus dem 15. oder 16. Jahrhundert. Von ihr sind nur noch verlandete Gräben und der Stumpf eines Rundturmes erhalten. Über den Untergang der Burg gibt es keine Aufzeichnungen.
Das Herrenhaus wurde im 14. Jahrhundert erstmals urkundlich erwähnt. Mozenborn war damals im Besitz der Familie Schinmann von Moitzenborn.
Das Haus Mozenborn besteht heute aus einem rechteckigen Wirtschaftshof des 18. Jahrhunderts, der 200 Meter von einem alten Turmstumpf entfernt steht. 
Der Hof wurde nach dem Zerfall des alten Burggebäudes erbaut. Beim heutigen Herrenhaus handelt es sich um einen zweigeschossigen, querrechteckigen gekalkten Ziegelbau aus dem Jahr 1789 mit einem Mansarddach. Ihm wurden an seiner den Wirtschaftsgebäuden zugewandten Seite im 20. Jahrhundert zwei Achsen hinzugefügt. Auf der zwischen 1801 und 1828 unter Jean Joseph Tranchot durchgeführten Topographische Aufnahme der Rheinlande ist der Dreiseithof, noch von einem Wassergraben umgeben und als Motzeborn eingezeichnet. Wie aus der Vogelperspektive erkennbar, war die Hofanlage so ausgerichtet, dass jede Ecke des Dreiseithofes in eine der vier Himmelsrichtungen zeigt. Die gleiche Ausrichtung zeigt sich auch an der Motte neben Haus Hocherbach, der Motte Binnesburg bei Horm und an Haus Gronau bei Straß. Als Vorläufer des Dreiseithofes mit Wassergraben, ist eine Turmhügelburg anzunehmen. Die Entstehung solcher Turmhügelburgen ist auf die Wikingerüberfälle gegen Ende des 9. Jahrhunderts im Rheinland zurückzuführen. 
Das Gebäude wird heute noch von der Familie Ley bewohnt. Im Obergeschoss befinden sich die Büroräume der Firma Carl Ley Landschaftsbau GmbH Gut Mozenborn.
Das Bauwerk ist unter Nr. 4/001 in die Denkmalliste der Stadt Düren eingetragen.

## Eigentümer
Haus Mozenborn ist ein ehemaliger Rittersitz. Ein Ritter Schinmann von Mozenborn wird 1397 in der Schlacht von Kleverhamm gefangen. Der Ritter Schinmann von Mozenborn war mit Irmgard von Hirzelin aus Köln verheiratet. Der Sohn Dietrich und der Enkel Johann waren die Nachfolger im Besitz des Hauses Mozenborn. 1416 wurde Reynart Schelart van Moetzenborn (Mozenborn) mit Daems goet (Daems Gut) over dijek (Teich) mit sijnen tobehoren (Zubehören), to Roelstorp (Rölsdorf) gelegen, tot eenen Gulixchen (Jülichen) rechte ontfinck, belehnt. Die letzte Trägerin des Namens Schinmann von Mozenborn heiratete einen Johann Frambach von dem Weyern zu Schweinheim. Dessen Tochter Mergen brachte das Haus in die Ehe mit Wilhelm Spies von Büllesheim mit ein. Dieses Ehepaar begründete das Geschlecht „Spies zu Mozenborn“.
Durch Heirat und Erbschaft kam das Anwesen 1525 in das Eigentum des  Franz Spies von Büllesheim, Herr zu Mozenborn, Schweinheim, Kettenheim und Schimpern. Danach folgt ihn Sohn Wilhelm Spies von Büllesheim, Herr zu Mozenborn und Schimpern, Herzoglich-Jülischer Rat und Amtmann von Wilhelmstein und Eschweiler.
Die Nachkommin, Elisabeth Margareta Gundula Spies zu Büllesheim, heiratete später Bertram von Frimersdorf, genannt Pützfeld. Deren einzige Tochter, Margareta Anna Theresia von Pützfeld, seit 1716 Erbin von Mozenborn, heiratete 1725 den Freiherrn Damian Lothar Josef von Eltz zu Rühbenach. Von ihm übernahm 1738 sein Sohn Franz Josef Ludwig Freiherr von und zu Eltz das Gut. Er war kurtrierischer Kämmerer, Amtsmann zu Boppard und nannte sich 1759 Erbvogt zu Rübenach.
In dieser Zeit scheinen die alten Burganlagen verfallen zu sein. Der Freiherr von Eltz ließ den noch heute existierenden neuen Wirtschaftshof nordöstlich der alten Gebäude errichten. Im Jahre 1766 verkaufte Franz Josef Ludwig Freiherr von und zu Eltz das Gut Mozenborn an die Grafen von Hochsteden, die das Haus Mozenborn jedoch bald wieder verkauften. Viele Jahre später kam es in den Besitz von Johann Wilhelm Engels, einem Arzt aus Düren. Wilhelm Engels stammte aus einer Kettwiger Pastorenfamilie und war durch seine Heirat mit der Dürenerin Margarethe Angnes Homborg nach Düren gekommen. Das Haus Mozenborn diente unter ihm als wichtiger Versammlungsort der Reformierten. Sein Enkel, Johann Wilhelm Carl Engels, war Capitain in herzoglichen und später in unter preußischem Dienst. 1822 wird er als Bürgermeister von Birgel genannt.
Nach seinem Tod und dem seiner Frau wurde das Gut 1851 von den Erben an den Rentmeister Wilhelm Peter Josef Künster verkauft. Aufgrund hoher Verschuldung musste die Familie Künster das Gut 1909 veräußern. Neuer Besitzer wurde Karl Jacobi, dessen Nachkommen das Gut später bewirtschafteten.
1916 befand sich in den Gebäuden die Viktoria-Brauerei Mozenborn. Brauereibesitzer war H. Kürschner. Eine leere Bierflasche mit der Aufschrift:  Viktoria-Brauerei, Mozenborn, findet sich im Museum  Hürtgenwald 1944. Eigentümer der Brennerei war 1928 Carl Jacobi: Eingabe des Brennereibesitzers Carl Jacobi in Mozenborn vom 20. März 1928 wegen Belassung der landwirtschaftlichen Eigenschaft seiner Brennerei und des Brennrechts – Umdruck II b 5733/Rr 48.
Nach den Söhnen Leo, Karl und Robert Jacobi wurde der Enkel von Karl Jacobi, Carl Ley, 1959 neuer Besitzer.
Von der einst wehrhaften Hofanlage ist nur noch ein halbzerfallener Stumpf eines einstigen Rundturmes übriggeblieben.